# Font de Vall Jussana

La Font de Vall Jussana, respecte del terme de Castellcir

La Font de Vall Jussana és una font del terme municipal de Castellcir, a la comarca del Moianès.
Està situada a 675 metres d'altitud, just al sud del lloc on s'uneixen els dos braços del torrent de la Vall Jussana, on forma una bassa. És a ponent del Camí del Vilardell, a la dreta del torrent esmentat. Es troba al sud-est de la masia de la Vall Jussana i al sud-oest del Racó de l'Home Mort. Té a llevant, a l'altre costat de la vall, la Pinassa de la Vall Jussana.